# Fédéral Sporting FC du Noun
Le Fédéral Sporting FC du Noun est un club camerounais de football basé à Foumban.

## Histoire
Le club est sacré champion de deuxième division en 2005. Il joue en première division de 2005 à 2007 avant d'être relégué.